# Głobikówka
Głobikówka – wieś w Polsce położona w województwie podkarpackim, w powiecie dębickim, w gminie Brzostek.
W latach 1975–1998 miejscowość administracyjnie należała do województwa tarnowskiego.
We wsi znajduje się kapliczka nieprzydrożna oraz pomnik grunwaldzki.